# Дилан Лорън
Дилан Лорън (на английски: Dillan Lauren) е американска порнографска актриса от испанско-италиански произход.
Родена е на 11 август 1982 г. във Филаделфия, щата Пенсилвания, САЩ.

## Награди
- 2006: AVN награда за най-добра групова секс сцена (филм) - „Тъмната страна“ (с Алисия Алигати, Пени Флейм, Хилари Скот, Ранди Спиърс и Джон Уест).[3]